# Damelj
Damelj este o localitate din comuna Črnomelj, Slovenia, cu o populație de 27 de locuitori.